# جونس ترس
جونس ترس (به انگلیسی: Gjon's Tears) (زاده ۲۹ ژوئن ۱۹۹۸) خواننده سوئیسی است.
او نماینده سوئیس در یوروویژن ۲۰۲۱ بود و به مقام سوم دست یافت.